# Henri Pitaud
Henri Pitaud, né le 28 novembre 1899 à Sallertaine (Vendée) et décédé le 7 mars 1991 à Asuncion (Paraguay), est un agriculteur, journaliste et militant syndical français.

## Biographie
Henri Pitaud nait en 1899 dans une famille paysanne pauvre de la région de la Vendée nommée le marais breton-vendéen. Une partie de son enfance se passe à Saint-Barthélemy-d'Agenais, en Lot-et-Garonne, où ses parents émigrent en 1906, à la recherche de conditions d'existence meilleures.
La famille revient s'installer à Sallertaine en 1915. Henri Pitaud y sera mobilisé en 1918 ; il combattra en Pologne et au Moyen-Orient.
Au retour de la guerre, il s'implique dans le syndicalisme paysan et dans la vie politique locale, se situant en rupture avec les dirigeants liés à l'Action française. Il participe au congrès de Moulins (7 et 8 décembre 1935) de la Confédération nationale paysanne, proche de la SFIO. Séduit par les idées et la personnalité de Marc Sangnier, il milite à la Jeune République. Il fonde la Fédération des syndicats paysans de Vendée, dans la mouvance de la Fédération des syndicats paysans de l'Ouest. Le mouvement est soutenu par L'Ouest-Éclair, journal des catholiques républicains. Il vise à aider les cultivateurs-cultivants à s’affranchir de « la tutelle des châtelains, comtes et marquis ».
Il est élu adjoint au maire de Sallertaine en 1929 et en 1932. Entre 1934 et 1940, à La Roche-sur-Yon puis à Paris, il anime la revue Les cahiers de l'Émancipation paysanne, organe de combat au service de la classe paysanne, et il donne de nombreuses conférences dans toute la France. Il se mêle activement au Front populaire, mais il sera déçu par le fait que les revendications paysannes resteront pour l'essentiel, et selon lui, « à la traîne ». Parallèlement il s'engage du côté des anarchistes dans la guerre civile espagnole.
Après la seconde Guerre mondiale, pendant laquelle il participe à la Résistance dans le groupement Dordogne-Nord, Henri Pitaud tente de relancer sa revue sans y parvenir. Il quitte la France pour le Paraguay, où il finit ses jours en 1991.

## Œuvres
- La Terre au paysan, Paris, P. Bossuet, 1936.
- Les Français au Paraguay, préface de Daniel Halévy, Bordeaux, Bière, 1955.
- Madama Lynch, Éditorial France-Paraguay, 1978.
- Le Pain de la terre. Mémoires d'un paysan vendéen du début du siècle, Paris, Jean-Claude Lattès, 1982  (ISBN 978-2709601306)
- Dans les marais s'en vont… chronique romancée d'une famille du marais vendéen : 1914-1985, préface d'Emmanuel Leroy-Ladurie, Beauvoir-sur-Mer, Éditions de l'Étrave, 1999  (ISBN 2-909599396)
- Paysan et Militant. Mes chemins sauvages, souvenirs 1921-1940, Beauvoir-sur-Mer, Éditions de l'Étrave, 2001  (ISBN 2-909599507)

## Distinctions
- Médaille militaire commémorative de la guerre de Pologne 1918-1921[2].